# Albert R. Broccoli
Albert Romolo «Cubby» Broccoli (Queens, Nova York, 5 d'abril de 1909 - Beverly Hills, 27 de juny de 1996) va ser un productor de cinema estatunidenc.
Va produir les setze primeres pel·lícules de la sèrie James Bond d'EON Productions.
És el pare de Barbara Broccoli.

## Filmografia

### Com a productor
- 1953: Paracaigudistes (The Red Beret) de Terence Young
- 1954: April in Portugal d'Euan Lloyd
- 1954: Infern sota zero (Hell Below Zero) de Mark Robson
- 1954: El cavaller negre (The Black Knight) de Tay Garnett
- 1955: Un premi d'or (A Prize of Gold) de Mark Robson
- 1956: Safari de Terence Young
- 1956: Zarak de Terence Young
- 1957: Foc amagat (Fire Down Below) de Robert Parrish
- 1957: Interpol de John Gilling
- 1957: High flight de John Gilling
- 1958: No Time to Die de Terence Young
- 1958: Conflicte íntim (The Man Inside) de John Gilling
- 1959: El bandit de Zhobe (The Bandit of Zhobe) de John Gilling
- 1959: Els assassins del Kilimanjaro (Killers of Kilimanjaro) de Richard Thorpe
- 1960: The Trials of Oscar Wilde d'Irving Allen i Ken Hughes
- 1960: Jazz Boat de Ken Hughes
- 1962: Agent 007 contra el Dr. No (Dr. No) de Terence Young
- 1963: Call Me Bwana de Gordon Douglas
- 1963: Des de Rússia amb amor (From Russia with Love) de Terence Young
- 1964: Goldfinger de Guy Hamilton
- 1965: Operació Tro (Thunderball) de Terence Young
- 1967: Només es viu dues vegades (You only live twice) de Lewis Gilbert
- 1968: Chitty Chitty Bang Bang de Ken Hughes
- 1969: 007 al servei secret de Sa Majestat (On Her Majesty's Secret Service) de Peter Hunt
- 1971: Diamants per a l'eternitat (Diamonds are forever) de Guy Hamilton
- 1973: Viu i deixa morir (Live and Let Die) de Guy Hamilton
- 1975: L'home de la pistola d'or (The Man with the Golden Gun) de Guy Hamilton
- 1977: L'espia que em va estimar (The Spy Who Loved Me) de Lewis Gilbert
- 1979: Moonraker de Lewis Gilbert
- 1981: Només per als teus ulls (For Your Eyes Only) de John Glen
- 1983: Octopussy de John Glen
- 1985: Panorama per matar (A View to a Kill) de John Glen
- 1987: Alta tensió (The Living Daylights) de John Glen
- 1989: Llicència per matar (Licence to Kill) de John Glen

### Com a productor delegat
- 1955: The Cockleshell Heroes de José Ferrer
- 1956: Odongo de John Gilling
- 1956: The Gamma People de John Gilling
- 1957: How to murder a rich uncle de Nigel Patrick
- 1961: Johnny Nobody de Nigel Patrick